# Uldum Kær, Tørring Kær og Ølholm Kær
Uldum Kær, Tørring Kær og Ølholm Kær este o arie protejată (arie specială de conservare — SAC, sit de importanță comunitară — SCI, arie de protecție specială avifaunistică — SPA) din Danemarca întinsă pe o suprafață de 1.049 ha, integral pe uscat.

## Localizare
Centrul sitului Uldum Kær, Tørring Kær og Ølholm Kær este situat la coordonatele 55°51′28″N 9°32′42″E / 55.857778°N 9.545°E.

## Înființare
Situl Uldum Kær, Tørring Kær og Ølholm Kær a fost declarat arie de protecție specială avifaunistică în mai 1983 pentru a proteja 10 specii de animale. Alte tipuri de protecție:
- sit de importanță comunitară (în mai 1998)
- arie specială de conservare (în decembrie 2011)[1][3][4]

## Biodiversitate
Situată în ecoregiunea continentală, aria protejată conține 6 habitate naturale: Lacuri și iazuri distrofice naturale, Mlaștini turboase de tranziție și turbării mișcătoare, Lacuri eutrofice naturale cu vegetație de tip Magnopotamion sau Hydrocharition, Mlaștini alcaline, Pajiști cu Molinia pe soluri calcaroase, turboase sau argilos-nămoloase (Molinion caeruleae), Cursuri de apă de la nivel de câmpie la nivel montan, cu vegetație Ranunculion fluitantis și Callitricho-Batrachion.
La baza desemnării sitului se află mai multe specii protejate:
- păsări (8): pescăruș albastru (Alcedo atthis), barză albă (Ciconia ciconia), erete de stuf (Circus aeruginosus), erete vânăt (Circus cyaneus), cristeiul de câmp (Crex crex), lebădă de iarnă (Cygnus cygnus), vultur pescar (Pandion haliaetus), fluierar de mlaștină (Tringa glareola)
- mamifere (1): vidră de râu (Lutra lutra)
- pești (1): cicar (Lampetra planeri)